# Gabinete do Império do Brasil

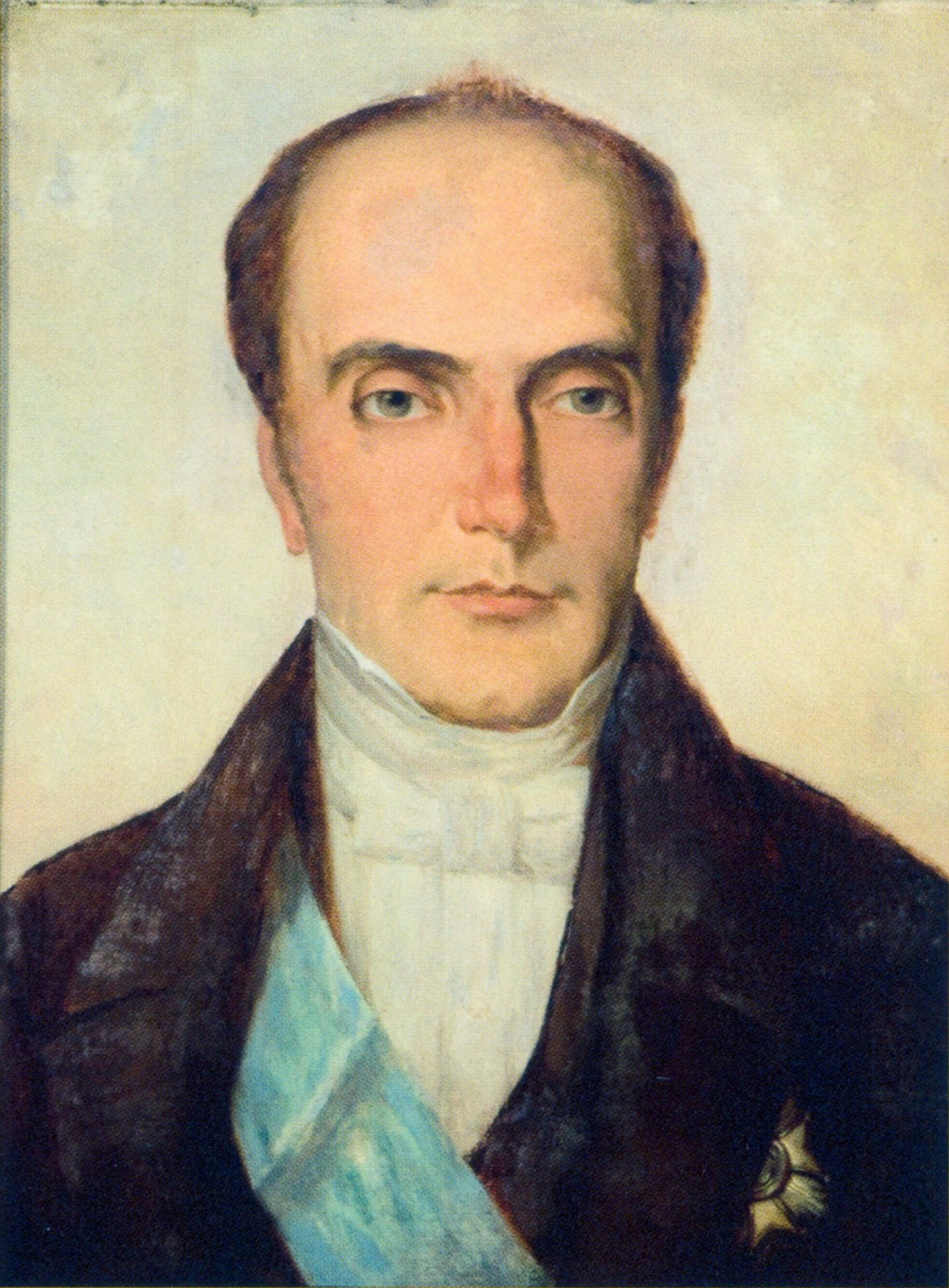
Pedro de Araújo Lima, Marquês de Olinda, o político que por mais tempo exerceu a função de presidente do conselho de ministros do Brasil.

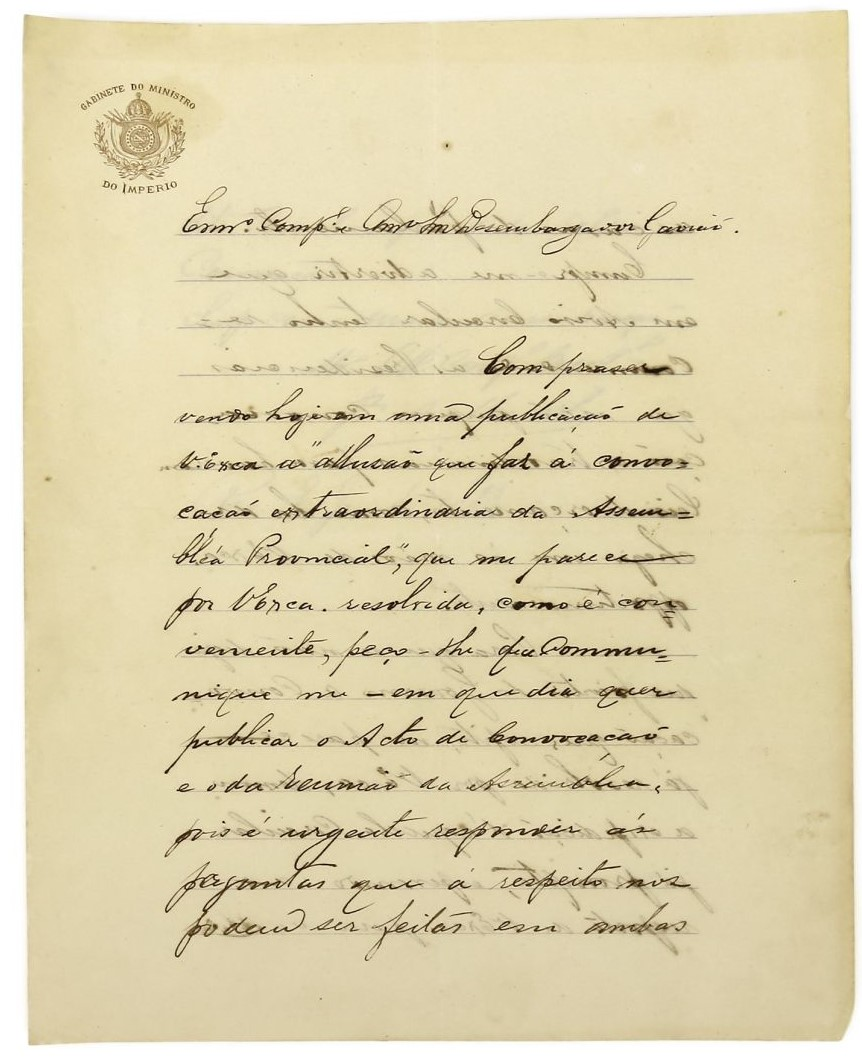
Documento em 1883.

O Gabinete ou Conselho de Ministros do Império do Brasil foi o conjunto dos Ministros de Estado durante o Segundo Reinado do Império do Brasil. Era composto pelo Presidente do Conselho de Ministros, referido pela imprensa como "Presidente do Gabinete" ou "Chefe do Gabinete", e os demais Secretários de Estado.

## Duração
A duração do Gabinete dependia do respaldo que o mesmo tinha na Câmara dos Deputados e do apoio do Imperador. Se a Câmara dos Deputados se incompatibilizasse com o Gabinete, cabia ao Imperador ou dissolver o Conselho ou dissolver a Câmara. Houve 32 gabinetes neste período, com a presença da figura do Presidente do Conselho de Ministros.

## Ministérios
- Secretaria de Estado dos Negócios do Império (sucedido pelo Ministério do Interior, depois recriado como Ministério da Integração Nacional, atual Ministério da Integração e do Desenvolvimento Regional)
- Secretaria de Estado dos Negócios Estrangeiros (atual Ministério das Relações Exteriores)
- Secretaria de Estado dos Negócios da Fazenda (atual Ministério da Fazenda)
- Secretaria de Estado dos Negócios da Justiça (atual Ministério da Justiça e Segurança Pública)
- Secretaria de Estado dos Negócios da Guerra (sucedido pelo Ministério da Guerra, que foi fusionado posteriormente no Ministério da Defesa)
- Secretaria de Estado dos Negócios da Marinha (sucedido pelo Ministério da Marinha, que foi fusionado posteriormente no Ministério da Defesa)

Em 1860, foi criado o sétimo ministério a Secretaria de Estado dos Negócios da Agricultura, Comércio e Obras Públicas (atual Ministério da Agricultura, Pecuária e Abastecimento).

## Presidente do Conselho de Ministros
O presidente do Conselho de Ministros era o cargo para o chefe do Poder Executivo no Brasil, no Segundo Reinado do Império do Brasil, de 1847 até 1889, quando aconteceu o golpe da proclamação da república brasileira. O Poder Executivo, que era exercido pelo presidente do Conselho de Ministros, estava subordinado ao Poder Moderador, que era exercido pelo Imperador.
O cargo equivale ao cargo de primeiro-ministro, tendo sido criado pelo Decreto Imperial nº 523 de 20 de Julho de 1847.

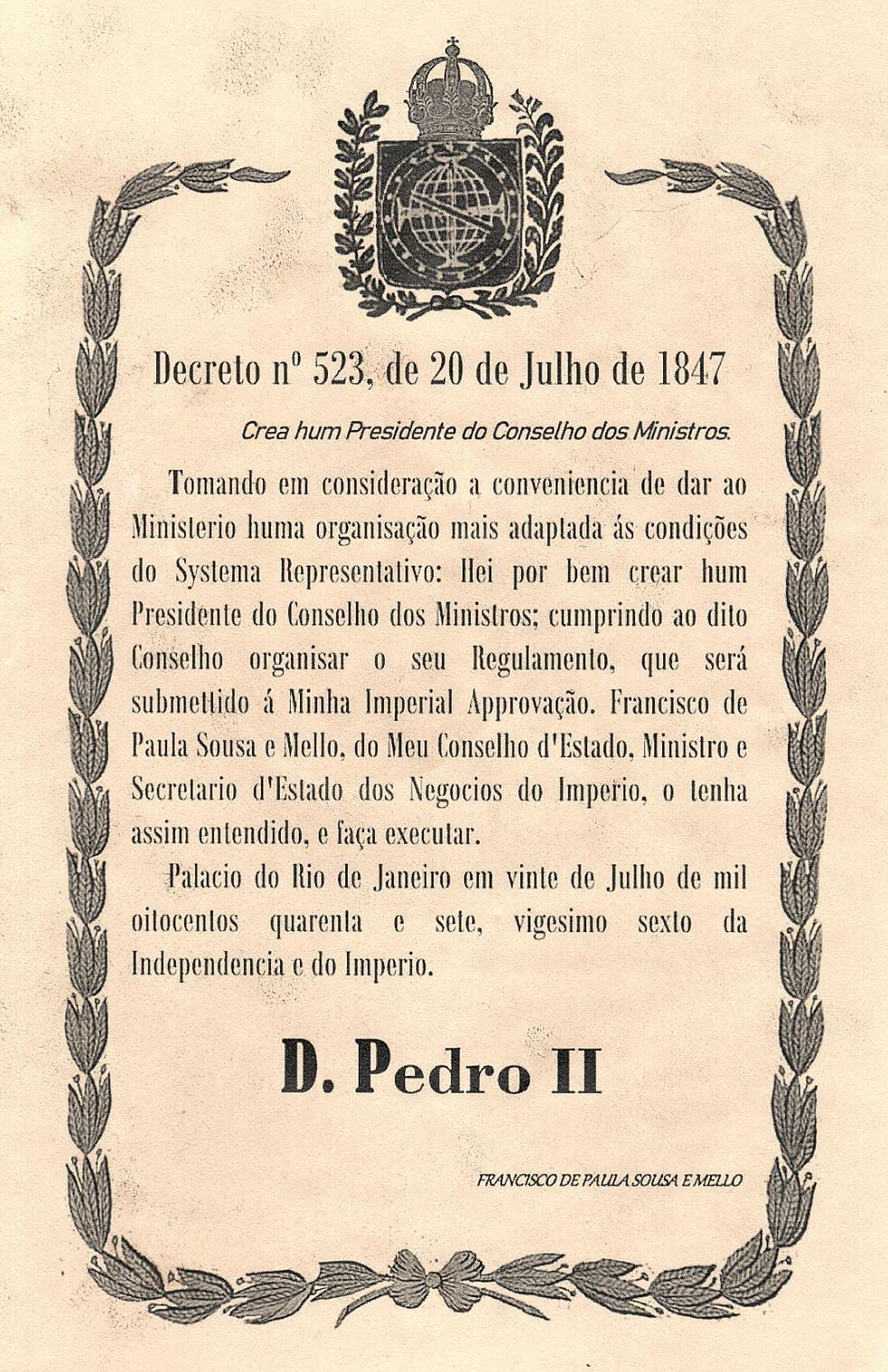
Decreto de criação do cargo de Primeiro-Ministro do Império do Brasil.

O Presidente do Conselho de Ministros era um político nomeado pelo imperador D. Pedro II do Brasil de acordo com o resultado das eleições para a Câmara dos Deputados. O presidente do Conselho era o líder do partido que tivesse o apoio da maioria da Câmara. Assim o partido político que vencesse as eleições (na época o Partido Liberal ou Partido Conservador) organizava o Gabinete de Ministros.
Foram 37 gabinetes no período de 1840 a 1889, sendo que só a partir do sexto gabinete, em 20 de julho de 1847, passou a existir o cargo de Presidente do Conselho de Ministros. De 1840 até 1847, era o próprio Imperador que presidia o Conselho de Ministros.
O cargo de Presidente do Conselho de Ministros foi criado pelo decreto n.º 523, em 20 de julho de 1847. Os gabinetes que existiram antes deste período não contavam com a figura do Presidente do Conselho de Ministros.
O cargo de Presidente do Conselho de Ministros foi criado em 20 de julho de 1847 pelo decreto n. 523, sob a justificativa de dar às secretarias de Estado uma organização mais adaptada às condições do sistema representativo, cabendo ao órgão propor o regulamento a ser submetido à sanção imperial.
De acordo com a Constituição de 1824, em seu artigo 101, cabia ao imperador, no exercício do Poder Moderador, nomear todos os ministros do gabinete. A partir de 1847, o soberano passava a designar somente o presidente do Conselho de Ministros, que deveria organizar o seu gabinete. Na prática, esta foi a grande mudança ocorrida após a criação do cargo de presidente; a transferência da prerrogativa do imperador de nomear e demitir livremente os ministros de Estado para as mãos de um dos ministros, que seria o responsável pela convocação de outros nomes para compor o ministério.
Durante o Segundo Reinado a presidência do Conselho de Ministros foi ocupada por políticos vinculados ao Partido Liberal em 17 oportunidades, enquanto os políticos conservadores estiveram à frente por 15 vezes. Entretanto, quando observamos o tempo de permanência de cada um destes partidos à frente do órgão, este aparente equilíbrio é rompido, ficando os Conservadores à frente do governo por um total de 27 anos, enquanto os Liberais estiveram no poder por apenas 15 anos e cinco meses, praticamente a metade do tempo.
Como o Brasil era uma monarquia parlamentarista o Imperador reinava mas não governava o país, quem de fato governava o país eram os Presidentes do Conselho de Ministros. 
Dom Pedro II criou o cargo por meio do decreto aqui transcrito:
Cria um Presidente de Conselho de Ministros

Tomando em consideração a conveniência de dar ao Ministério uma organização mais adaptada às condições do sistema representativo; hei por bem criar um Presidente do Conselho dos Ministros; cumprindo ao dito Conselho organizar o seu regulamento, que será submetido à
 minha imperial aprovação.

Francisco de Paula Sousa e Melo, do meu Conselho de Estado, Ministro e Secretário de Estado dos Negócios do Império, o tenha assim entendido e faça executar.

Palácio do Rio de Janeiro, em 20 de julho de 1847, 26.º da Independência e do Império.

Com a rubrica de Sua Majestade o Imperador.

assinado: Francisco de Paula Sousa e Melo.— 

### Lista de presidentes por gabinete formado
| N.º | Nome                                                      | Imagem | Investidura            | Partido           | Duração           | Referências                 |
| --- | --------------------------------------------------------- | ------ | ---------------------- | ----------------- | ----------------- | --------------------------- |
| 1   | Manuel Alves Branco Gabinete Alves Branco                 |        | 22 de maio de 1847     | Liberal           | 232 dias          | [ 8 ] [ 9 ] [ 10 ]          |
| 2   | José Carlos Pereira de Almeida Torres Gabinete Macaé      |        | 8 de março de 1848     | Liberal           | 84 dias           | [ 11 ] [ 12 ] [ 13 ] [ 14 ] |
| 3   | Francisco de Paula Sousa e Melo Gabinete Paula Sousa      |        | 31 de maio de 1848     | Liberal           | 121 dias          | [ 15 ] [ 16 ] [ 17 ]        |
| 4   | Pedro de Araújo Lima 1º Gabinete Olinda                   |        | 29 de setembro de 1848 | Conservador       | 1 ano e 7 dias    | [ 18 ] [ 19 ] [ 20 ]        |
| 5   | José da Costa Carvalho Gabinete Monte Alegre              |        | 6 de outubro de 1849   | Conservador       | 2 anos e 218 dias | [ 21 ] [ 22 ] [ 23 ]        |
| 6   | Joaquim José Rodrigues Torres 1º Gabinete Itaboraí        |        | 11 de maio de 1852     | Conservador       | 1 ano e 118 dias  | [ 24 ] [ 25 ]               |
| 7   | Honório Hermeto Carneiro Leão Gabinete Paraná             |        | 6 de setembro de 1853  | Conservador       | 2 anos e 363 dias | [ 26 ]                      |
| 8   | Luís Alves de Lima e Silva 1º Gabinete Caxias             |        | 3 de setembro de 1856  | Conservador       | 243 dias          | [ 27 ] [ 28 ]               |
| 9   | Pedro de Araújo Lima 2º Gabinete Olinda                   |        | 4 de maio de 1857      | Conservador       | 1 ano e 222 dias  | [ 18 ] [ 19 ] [ 20 ] [ 29 ] |
| 10  | Antônio Paulino Limpo de Abreu Gabinete Abaeté            |        | 12 de dezembro de 1858 | Conservador       | 241 dias          | [ 30 ] [ 31 ] [ 32 ] [ 33 ] |
| 11  | Ângelo Moniz da Silva Ferraz Gabinete Ferraz              |        | 10 de agosto de 1859   | Conservador       | 1 ano e 204 dias  | [ 34 ] [ 35 ]               |
| 12  | Luís Alves de Lima e Silva 2º Gabinete Caxias             |        | 2 de março de 1861     | Conservador       | 1 ano e 83 dias   | [ 36 ] [ 37 ]               |
| 13  | Zacarias de Góis 1º Gabinete Zacarias                     |        | 24 de maio de 1862     | Liga Progressista | 6 dias            | [ 38 ] [ 39 ]               |
| 14  | Pedro de Araújo Lima 3º Gabinete Olinda                   |        | 30 de maio de 1862     | Liga Progressista | 1 ano e 230 dias  | [ 18 ] [ 19 ] [ 20 ]        |
| 15  | Zacarias de Góis 2º Gabinete Zacarias                     |        | 15 de janeiro de 1864  | Liga Progressista | 229 dias          | [ 40 ] [ 41 ]               |
| 16  | Francisco José Furtado Gabinete Furtado                   |        | 31 de agosto de 1864   | Liberal           | 254 dias          | [ 42 ] [ 43 ]               |
| 17  | Pedro de Araújo Lima 4 º Gabinete Olinda                  |        | 12 de maio de 1865     | Liberal           | 1 ano e 83 dias   | [ 18 ] [ 19 ] [ 20 ]        |
| 18  | Zacarias de Góis 3º Gabinete Zacarias                     |        | 3 de agosto de 1866    | Liberal           | 1 ano e 348 dias  | [ 38 ]                      |
| 19  | Joaquim José Rodrigues Torres 2º Gabinete Itaboraí        |        | 16 de julho de 1868    | Conservador       | 2 anos e 75 dias  | [ 23 ] [ 44 ]               |
| 20  | José Antônio Pimenta Bueno Gabinete Pimenta Bueno         |        | 29 de setembro de 1870 | Conservador       | 159 dias          | [ 45 ] [ 46 ]               |
| 21  | José Maria da Silva Paranhos Gabinete Rio Branco          |        | 7 de março de 1871     | Conservador       | 4 anos e 110 dias | [ 47 ] [ 48 ]               |
| 22  | Luís Alves de Lima e Silva 3º Gabinete Caxias             |        | 25 de junho de 1875    | Conservador       | 2 anos e 194 dias | [ 49 ] [ 50 ]               |
| 23  | João Lins Vieira Cansanção de Sinimbu Gabinete Sinimbu    |        | 5 de janeiro de 1878   | Liberal           | 2 anos e 83 dias  | [ 51 ] [ 52 ]               |
| 24  | José Antônio Saraiva 1º Gabinete Saraiva                  |        | 28 de março de 1880    | Liberal           | 1 ano e 299 dias  | [ 53 ]                      |
| 25  | Martinho Álvares da Silva Campos Gabinete Martinho Campos |        | 21 de janeiro de 1882  | Liberal           | 163 dias          | [ 54 ] [ 55 ]               |
| 26  | João Lustosa da Cunha Paranaguá Gabinete Paranaguá        |        | 3 de julho de 1882     | Liberal           | 325 dias          | [ 56 ] [ 57 ] [ 58 ]        |
| 27  | Lafayette Rodrigues Pereira Gabinete Lafayette            |        | 24 de maio de 1883     | Liberal           | 1 ano e 13 dias   | [ 59 ] [ 60 ]               |
| 28  | Sousa Dantas Gabinete Dantas                              |        | 6 de junho de 1884     | Liberal           | 334 dias          | [ 61 ] [ 62 ] [ 63 ] [ 64 ] |
| 29  | José Antônio Saraiva 2º Gabinete Saraiva                  |        | 6 de maio de 1885      | Liberal           | 106 dias          | [ 65 ]                      |
| 30  | João Maurício Wanderley Gabinete Cotegipe                 |        | 20 de agosto de 1885   | Conservador       | 2 anos e 203 dias | [ 66 ] [ 67 ]               |
| 31  | João Alfredo Correia de Oliveira Gabinete João Alfredo    |        | 10 de março de 1888    | Conservador       | 1 ano e 89 dias   | [ 68 ] [ 69 ]               |
| 32  | Afonso Celso de Assis Figueiredo Gabinete Ouro Preto      |        | 7 de junho de 1889     | Liberal           | 161 dias          | [ 70 ] [ 71 ]               |

Com a proclamação da república pode se considerar que os gabinetes formados pelos sucessivos governos dos Presidentes da República como os sucessores históricos dos gabinetes dos Presidentes dos Conselhos de Ministro da era imperial.